# Writers Guild of America, East
Writers Guild of America, East (WGAE) är en amerikansk fackförening som företräder uppemot 6 000 medlemmar inom den amerikanska underhållningsindustrin och journalistikbranschen. Yrkestitlar för medlemmarna är manusförfattare för film, internet, nyhetsprogram, radio och TV.
Fackföreningen ingår i fackorganisationen Department for Professional Employees (DPE), som är en del av American Federation of Labor and Congress of Industrial Organizations (AFL-CIO). WGAE är också en del av International Affiliation of Writers Guilds.

## Historik
Fackföreningen bildades 1954 när Screen Writers Guild (SWG) delades upp till Writers Guild of America, East och Writers Guild of America, West.